# Pronoides brunneus
Pronoides brunneus är en spindelart som beskrevs av Schenkel 1936. Pronoides brunneus ingår i släktet Pronoides och familjen hjulspindlar. Inga underarter finns listade i Catalogue of Life.